# Pilismicra longipes
Pilismicra longipes är en stekelart som beskrevs av Boucek 1992. Pilismicra longipes ingår i släktet Pilismicra och familjen bredlårsteklar.
Artens utbredningsområde är Colombia. Inga underarter finns listade i Catalogue of Life.